# 布鲁斯·福特
布鲁斯·福特（英語：Bruce Ford，1954年9月18日—），加拿大男子赛艇运动员。他曾代表加拿大参加1984年和1988年夏季奥林匹克运动会赛艇比赛，其中1984年奥运会获得一枚铜牌。